# Association des écoles à programme belge à l'étranger
Pour les articles homonymes, voir AEBE.

Logo de l'AEBE

L’Association des écoles à programme belge à l'étranger (AEBE) est une association sans but lucratif belge dont le rôle est de coordonner le réseau des écoles à programme belge bénéficiant de la coopération de la Communauté française de Belgique. Les diplômes délivrés sont validés par la Fédération Wallonie Bruxelles.
Initialement dans les pays d'Afrique centrale ayant des liens historiques avec la Belgique: deux en République démocratique du Congo, le Lycée Prince de Liège à Kinshasa et l'École belge de Lubumbashi, une au Burundi (École belge de Bujumbura, une au Rwanda (École belge de Kigali).
Ces écoles regroupent quelque 3 000 élèves et 200 enseignants.
S'y ajoute depuis 2014 l'École belge de Casablanca au Maroc,.
Ces écoles reçoivent des dotations de Wallonie-Bruxelles International (WBI) et de la Direction générale Coopération au développement et Aide humanitaire (DGD) du ministère de la Coopération au Développement (gouvernement fédéral).
Le Colegio belga guatemalteco (en) (École belge de Guatemala) de Guatemala est indépendant de l'AEBE.